# Network Control Protocol
Network Control Protocol (NCP) — мережевий протокол, який був першим стандартом мережевого протоколу в ARPANET. NCP був завершений і представлений у грудні 1970 року компанією Network Working Group (NWG), очолюваної Стівом Крокером (англ. Steve Crocker), також винахідником «Запиту коментарів» Request For Comments.
NCP стандартизував мережевий інтерфейс ARPANET, роблячи його простіше для визначення, дозволяючи все більшій кількості сайтів DARPA (Агентство передових оборонних дослідницьких проектів США) приєднуватися до мережі.

## Історія
NCP з'явився раніше за TCP, і використовувався у ранні роки мережі ARPANET. NCP був симплекс-протоколом, який, встановлюючи зв’язки, використовував адреси електронної пошти користувачів для всіх комунікацій. Непарний і парний порти були зарезервовані для прикладних програм програм або протоколів користувача. Стандартизація TCP та UDP зменшила необхідність використання двох симплексних портів для кожної програми до одного дуплексного порту. 
NCP забезпечував з'єднання та контроль потоку даних між процесами, що працюють на різних хост-комп'ютерах ARPANET. Служби програм, такі як електронна пошта користувачів і передача файлів, використовували NCP для обробки з'єднань з іншими хост-комп'ютерами.
У ARPANET протоколи у фізичному рівні, рівні каналу передачі даних та мережевому рівні були реалізовані на окремих процесорах інтерфейс-повідомлень (IMP). Хост-сервер, як правило, підключається до IMP, використовуючи інші типи інтерфейсів з різними фізичними, швидкісними та мережевими характеристиками.
Оскільки нижні рівні протоколу забезпечувалися хост-процесором IMP, NCP по суті забезпечував транспортний рівень, що складається з протоколу ARPANET Хост-до-Хосту (AHHP) та протоколу початкового підключення (ICP). AHHP передбачав передачу односпрямованого потоку даних між двома хостами. ICP ж був спрямований на встановлення двонаправленої пари таких потоків між парою хост-процесів. 
Протоколи сервісів та застосунків (наприклад, FTP) отримували доступ до мережевих служб завдяки інтерфейсу верніх рівнів NCP, попередника інтерфейсу сокетів Берклі.
Стівен Д. Крокер, тоді аспірант UCLA, створив та очолив Network Working Group (NWG) і керував розробкою NCP. Інші ж учасники NWG розробили протоколи сервісів та додатків, такі як TELNET, FTP, SMTP та ін.

## Імплементації
Програма керування мережею (англ. Network Control Program, NCP) забезпечувала роботу протоколів, що працюють на хост-комп'ютерах ARPANET, попередника сучасного Інтернету.
Такі програми були розроблені для багатьох операційних систем і комп'ютерних архітектур, включно з Multics, TENEX, Unix та TOPS-10. Деякі з програм NCP збереглися і інколи використовуються ентузіастами класичної комп'ютерної техніки.

## Інсталяції
До кінця 1971 було 15 сайтів, що використовують NCP в молодому Internet:
- Bolt Baranek and Newman
- Carnegie Mellon University
- Case Western Reserve University
- Harvard University
- Lincoln Laboratories
- Massachusetts Institute of Technology
- NASA at AMES
- RAND Corporation
- Stanford Research Institute
- Stanford University
- System Development Corporation
- University of California at Los Angeles
- University of California of Santa Barbara
- University of Illinois at Urbana
- University of UTAH

Роберт Кан (англ. Robert Kahn) і Вінтон Серф (англ. Vinton Cerf) пізніше спиралися на NCP розробляючи стандарт мережевого протоколу TCP/IP, який все ще використовується в Internet і сьогодні.

## Перехід на TCP / IP
1 січня 1983 року NCP був офіційно визнаний застарілим, коли ARPANET змінив свій основний мережевий протокол з NCP на більш гнучкий та потужний пакет протоколів TCP/IP, що стало початоком сучасного Інтернету.